# Pentarrhaphis scabra
Pentarrhaphis scabra är en gräsart som beskrevs av Carl Sigismund Kunth. Pentarrhaphis scabra ingår i släktet Pentarrhaphis och familjen gräs. Inga underarter finns listade i Catalogue of Life.